# Hekiru Shiina
Hekiru Shiina (椎名 へきる Shiina Hekiru, født 12. marts 1974 i Higashikurume, Tokyo) er en japansk tegnefilmsdubber og J-pop-sanger.
Shiina har skrevet kontrakt med Arts Vision, et størrer talentagentur i Tokyo,. Hun arbejdede for Sony Music Records indtil 2009. Hendes nuværende pladeselskab er Lantis.
Shiina var også den første person til at lægge stemme til Mega Man (1993-96). Hun er mest kendt for at lægge stemme til Celestia i Danganronpa: The Animation

## Kendte roller
- Elysse i Plastic Little
- Elisis/Shiida i Eden's Bowy
- Hikaru Shidou i Magic Knight Rayearth
- Pastel i Twinbee Paradise
- Yuka i Kemonozume
- Mina Toreishi i Idol Defense Force Hummingbird
- Ruri i den første InuYasha-film
- Kotomi i DNA²
- Prinsesse Shiina i The Special Duty Combat Unit Shinesman
- Dortin i Sorcerous Stabber Orphen
- Alpha i Yokohama Kaidashi Kikō
- Miles "Tails" Prower i Sonic the Hedgehog: The Movie
- Katsura Tenjōin i Yat Anshin Uchuu Ryokou
- Yamawaro i Hell Girl
- Faerie Familiar & Fairy Familiar i Castlevania: Symphony of the Night
- Yuyuko Saigyouji i Koumajou Densetsu II: Stranger's Requiem
- The Doorway Girl i Miyuki-chan in Wonderland
- Celestia Ludenberg i Dangan Ronpa: Academy of Hope and High School Students of Despair
- Mega Man i Mega Man: Upon a Star (OVA)
- Mega Man i Megaman's Close Call (CD-drama)
- Mega Man i Mega Man 7 (reklame)
- Mega Man, Cut Man, Ice Man, Heat Man, Magnet Man og Plant Man i Mega Man: The Power Battle
- Mega Man, Cut Man, Elec Man, Bubble Man, Heat Man og Plant Man i Mega Man 2: The Power Fighters
- Celestia Ludenberg i Danganronpa: The Animation
- Lisa & Jeanne d'Arc i Hetalia: The Beautiful World

## Diskografi

### Albums
- 1994: Shiena
- 1995: Respiration (レスピレイション)
- 1995: No make girl
- 1996: With a will
- 1998: Baby blue eyes
- 1999: Face to face
- 2000: Right beside you
- 2001: Precious garden
- 2002: Sadistic pink
- 2003: 10 Carat
- 2004: Wings of time
- 2005: Clear sky
- 2007: Rockin' of love
- 2009: Rock house
- 2010: For you